# Moschelit
Moschelit (Krupp a kol. 1989), chemický vzorec Hg2I2, je čtverečný minerál – analog kalomelu.

## Morfologie
Tvoří plátky a kůry, složené ze zrn do 0.1 mm velkých, také jako tabulky či krátce sloupcovité krystaly s jednoduchými tvary {110} a {001}.

## Vlastnosti
- Fyzikální vlastnosti: Dá se krájet, lom lasturnatý, štěpnost nedokonalá. Tvrdost 1–2, hustota nebyla pro drobnost materiálu zjištěna, h(vyp.) = 7,75 g/cm³.

- Optické vlastnosti: Barva: citrónově žlutá, na světle rychle tmavne do olivově zelena, vryp hnědý. Průsvitný až opakní, diamantově lesklý. Je opticky jednoosý(?).

## Naleziště
Nalezen u Moschellandsbergu (u Obermoschelu, Porýní-Vestfálsko, Německo) v pískovci s dalšími Hg-nerosty zejména s cinabaritem, ryzí rtutí, metacinabaritem, kalomelem, terlinguaitem, eglestonitem a také malachitem, azuritem, sádrovcem, lepidokrokitem a Fe-oxidy na starých haldách dolu Backofen.